# Operación Alfa (película)
Operación Alfa es una película chilena escrita y dirigida por Enrique Urteaga, estrenada en Chile el 25 de diciembre de 1972. El filme relata el asesinato del general René Schneider en 1970. Su estreno mundial fue en el Festival Internacional de Cine de Cannes de 1974 bajo el nombre ¡Hay que matar al general!.
La cinta original se extravió tras la dictadura militar en Chile. Se encontró una única copia en 2010 en bodegas del Instituto Nacional de Cine y Artes Audiovisuales (INCAA) de Argentina. En 2011 la Cineteca Nacional de Chile, a través de la Dirección de Asuntos Culturales (DIRAC) del Ministerio de Relaciones Exteriores, adquirió la cinta para su exhibición el 8 de marzo de 2012.

## Sinopsis
Relata el complot que se gestó para asesinar al general René Schneider en octubre de 1970 a manos de extremistas de derecha, con el objeto de crear una situación sociopolítica caótica que pudiera impedir la subida al poder de Salvador Allende. Aparecen los organizadores del plan y traza una comparación entre el asesinato del militar y la huelga de camioneros y profesionales en octubre de 1972, cuyo objetivo también era deshacerse del presidente marxista.[cita requerida]

## Reparto
- Norman Day como senador uno
- Leonardo Perucci como senador dos
- Jorge Guerra como ministro
- Rubén Unda como Roberto Viaux
- Andrés Rojas Murphy como Raúl Igualt
- Bernardo Baytelman como Diego Dávila
- Martín Andrade como Jaime Melgoza
- Juan Carlos Bistotto como Guillermo Carey
- Rafael Benavente como Adolfo Gallardo
- Armando Fenoglio como José Olalquiaga
- Jorge Yáñez como Pablo
- Peggy Cordero como anfitriona
- Mario Montilles como coleccionista de armas
- Eliana Vidal como dueña de fundo
- Enrique Madiña como dueño de casa
- Héctor Lillo
- Osvaldo Lagos
- Juan Luis Bulnes
- Delio Ayuso
- Maritza Dalton
- Ana Reeves
- Patricio Varela
- Italo Sportelli
- Sergio Bravo